# Керстін Уббен
Керстін Уббен (нім. Kerstin Ubben; народилася 4 вересня 1968 у м. Гамбурзі, Німеччина) — німецька бадмінтоністка.
Учасниця Олімпійських ігор 1992 в одиночному і парному розрядах, Олімпійських ігор 1996 в парному розряді.
Чемпіон ФРН в парному розряді (1990). Чемпіон Німеччини в одиночному розряді (1992), в парному розряді (1991, 1992, 1995, 1996, 1997, 1998). Бронзовий призер чемпіонату Європи в парному розряді (1996).
Переможниця Irish Open в парному розряді (1990). Переможниця French Open в парному розряді (1991).